# Корабль (группа)
«Кора́бль» — арт-квинтет, созданный в 1995—1996 годах единомышленниками из московской художественной среды. Смело экспериментирующий на различных творческих плоскостях, коллектив часто становится участником заметных событий в неформальных сферах культурной жизни столицы. Выпустили три студийных альбома: «Цепи любви» (2000), «Чёрные гитары» (2002) и «Чёрное утро» (2003). В создании текстов, музыки, исполнении инструментальных и вокальных партий участвует каждый из участников коллектива. Пропагандируют искренность, любовь и дружбу.

## История
Группа создана художниками Александром Ширниным и Николаем Пророковым в Городке художников на Верхней Масловке в 1995 году. Командные усилия позволяют собственному репертуару вытеснить дворовый фольклор и дополнить его адаптированными и переведёнными на русский язык версиями песен некоторых западных исполнителей. Летом 1995 года к группе в качестве ударника присоединяется художник-график Иван Языков. Тогда же коллектив получает своё название и играет первый концерт на барже в Коломенском. После нескольких выступлений в группу приглашают профессионального трубача Николая Каменева. В 1996 году в коллектив в качестве гитариста приходит архитектор Илья Вознесенский. В таком составе Корабль начал полноценную исполнительскую деятельность на небольших музыкальных и выставочных площадках. Эпизодически к написанию текстов для песен привлекается художник Александр Полежаев. Иван Языков параллельно начинает работать над музыкальным проектом «Мясотрясы».
В 2000 году коллектив самостоятельно выпускает свой первый альбом «Цепи любви». Запись и сведение для него делает Ян Миренский.
В ноябре — декабре 2001 года на студии П. А.ТЫЛИХА совместно со звукорежиссёром Игорем Скляровым готовится для выпуска новый материал. Четыре песни записываются при участии музыкального коллектива «Пакава Ить». Тогда же творческое объединение «СВОИ2000» снимает короткометражный фильм «Соси банан», основанный на одноимённой песне группы «Корабль». В этом фильме Иван Языков с музыкантами из «Пакавы Ить» играют исполнителей песни на корпоративном праздновании Нового года, а Илья Вознесенский, Николай Каменев, Николай Пророков и Александр Ширнин предстают в образах сотрудников празднующей компании.
Тринадцать песен и фильм выходят в альбоме «Чёрные гитары» в 2002 году при содействии компании BAd TaStE.
24 ноября 2002 года в клубе «Проект ОГИ» и штаб-квартире BAd TaStE творческое объединение «СВОИ2000» совместно с американской кинокомпанией Troma Entertainment снимает видеоклип на песню «Wildman», главную роль в котором сыграл Ллойд Кауфман.
В ноябре 2003 года в Санкт-Петербурге на студии «2S Records» записывается новый материал. Четырнадцать песен и музыкальное видео «Wildman» выходят в альбоме «Чёрное утро» в 2003 году при поддержке BAd TaStE.
Песня «Белые туфельки» из альбома «Чёрное утро» попала в фильм «Пыль» режиссёра Сергея Лобана, вышедший в 2005 году.
В 2005 году на выступлении группы в «Клубе на Брестской» записывается концертный альбом Live na Brestskoi.

## Состав
- Илья Вознесенский — вокал, гитара;
- Николай Каменев — вокал, труба;
- Николай Пророков — вокал, бас-гитара;
- Александр Ширнин — вокал, гитара;
- Иван Языков — вокал, ударные.

## Дискография

### Магнитоальбомы
- 1995 — Диск-гигант[8].

### Студийные альбомы
- 2000 — Цепи любви[2];
- 2002 — Чёрные гитары[9];
- 2003 — Чёрное утро[10];
- 2016 — Лучшее;
- 2020 — Корабль (грампластинка).

### Живые (концертные) альбомы
- 2005 — Live na Brestskoi[11] (бутлег).

### Участие в сборниках
- 2000 — Кафеклуб Китайский Лётчик Джао Да;
- 2001 — Кафеклуб Китайский Лётчик Джао Да № 2[12];
- 2001 — Кайф Уха;
- 2002 — ДЕД МОРОЗ против АНТИ ДЕДА МОРОЗА[13];
- 2007 — Bar Moscow[14][15].

## Фильмография
- 2002 — Соси банан[6];
- 2003 — Tales from the Crapper — песня «Wildman»
- 2005 — Пыль — песня «Белые туфельки»
- 2015 — 14+ — песня «Нет Бабы Нет Слёз»

## Видеоклипы группы
- 1995 — Ночная палатка[16];
- 2003 — Wildman[7].

## Интересные факты
- По словам Николая Пророкова, появлению «Корабля» во многом способствовали записи московской бит-группы «Летучий Голландец» середины 1960-х годов[17], а также творчество группы «Среднерусская Возвышенность».

## Необычные концерты
- 1995 — Концерт на барже в Коломенском
- Сентябрь 1995 — сборный концерт во дворе на Верхней Масловке
- Осень 1996 — концерт в доме-музее Высоцкого
- Декабрь 1996 — концерт в L-Галерее по случаю открытия выставки «Герои не умирают»
- Сентябрь 1998 — в Севастополе на военном корабле Черноморского Флота
- Август 2003 — фестиваль «АртКлязьма»[18][19]
- 18 апреля 2009 — на выставке «Хулиганы 80-х» в Манеже[20]